# ユニリーバ・ガーナ
ユニリーバ・ガーナ (Unilever Ghana GSE: UNIL) はガーナで最大の消費財メーカー。ガーナ証券取引所に上場しており、GSEオールシェア指数の採用銘柄。
1787年に貿易商社であるスワンジーとキングがゴールドコースト（現在のガーナ）に進出。その後1931年に二社は合併しユナイテッド・アフリカ・カンパニー・オブ・ゴールドコースト（UAC、United Africa Company of Gold Coast）が設立された。1963年にUACはリーバー・ブラザーズを設立。1992年7月14日にUACとリーバー・ブラザーズが合併し、ユニリーバ・ガーナが誕生した。